# Nagykutas
Nagykutas is een plaats (község) en gemeente in het Hongaarse comitaat Zala. Nagykutas telt 466 inwoners (2001).